# Vippa
Denna artikel handlar om vippor inom digitalteknik, se även: vippa (botanik)

SR-vippa (R1, R2 = 1 kΩ, R3, R4 = 10 kΩ).

En SR-vippas kopplingsschema

En vippa är ett digitalt byggelement som innehåller en återkoppling som gör att kopplingen kan inta två stabila lägen och kan därför användas som register och minnesceller. Det finns också astabila vippor, som växlar mellan de två lägena med en viss frekvens, och monostabila vippor, där det ena läget är stabilt endast under en begränsad tid. Ett exempel på det senare är minnescellerna i ett dynamiskt RAM.
För att göra ett asynkront nät synkront, krävs minne, vilket kan realiseras med exempelvis vippor.

## Olika typer av vippor

### D-vippa

IEC-symbol för en D-vippa

D-vippa är en fundamental komponent inom digitaltekniken. Den lagrar en digital bit. Den bit som finns på ingången kommer vid nästa klockintervall att finnas på utgången.
Om D-vippans ingång kallas {\displaystyle x}, dess tillstånd (utgång) kallas {\displaystyle q} och dess nästa tillstånd kallas {\displaystyle q_{+}}, kan dess funktion beskrivas med denna tabell:
| D-vippans sanningstabell |                       |
| {\displaystyle x}        | {\displaystyle q_{+}} |
| 0                        | 0                     |
| 1                        | 1                     |

Ett värde kan skrivas in då klocksignalen går från noll till ett. När klocksignalen är konstant (0 eller 1) sker ingen tillståndsändring.

### JK-vippa

IEC-symbol för en JK-vippa.

JK-vippan kan konstrueras med hjälp av en SR-vippa.

En JK-vippa är en digital vippa som kan lagra en data-bit. Den används inom digitaltekniken för att konstruera sekvensnät.
| JK-vippans sanningstabell |   |                                 |                  |
| J                         | K | {\displaystyle q_{+}}           | Förklaring       |
| 0                         | 0 | {\displaystyle q}               | Ingen förändring |
| 0                         | 1 | 0                               | Nollställ        |
| 1                         | 0 | 1                               | Sätt till ett    |
| 1                         | 1 | {\displaystyle {\overline {q}}} | Växla läge       |

### SR-vippa
En SR-vippa är en komponent inom digitaltekniken som kan lagra en digital bit. Dess nästa tillstånd bestäms av vad ingångarna har för värden. Den kan användas för att konstruera andra sorters vippor. Namnet kommer av engelskans set (S) och reset (R).
| \| 0 \| 0 \| {\displaystyle q_{+}=q} \| \| 0 \| 1 \| {\displaystyle q_{+}=0} \| \| 1 \| 0 \| {\displaystyle q_{+}=1} \| \| 1 \| 1 \| Förbjuden indata \| |   |                         |
| SR-vippans funktion |   |                         |
| S | R | Resultat                |
| 0 | 0 | {\displaystyle q_{+}=q} |
| 0 | 1 | {\displaystyle q_{+}=0} |
| 1 | 0 | {\displaystyle q_{+}=1} |
| 1 | 1 | Förbjuden indata        |

#### Klockad SR-vippa
Den klockade SR-vippan reagerar då en klocksignal aktiveras.
| SR-vippans funktion | SR-vippans funktion | SR-vippans funktion | SR-vippans funktion     | SR-vippans funktion |
| C                   | S                   | R                   | Resultat                |                     |
| ------------------- | ------------------- | ------------------- | ----------------------- | ------------------- |
| 0                   | X                   | X                   | {\displaystyle q_{+}=q} |                     |
| 1                   | 0                   | 0                   | {\displaystyle q_{+}=q} |                     |
| 1                   | 1                   | 0                   | {\displaystyle q_{+}=1} |                     |
| 1                   | 0                   | 1                   | {\displaystyle q_{+}=0} |                     |
| 1                   | 1                   | 1                   | Förbjuden indata        |                     |

### T-vippa
En t-vippa togglar det gamla tillståndet om insignalen är 1, det vill säga den inverterar tillståndet, och skickar det som utsignal. Om signalen är 0 står tillståndet oförändrat.
| T-vippans sanningstabell |                                 |                  |
| T                        | {\displaystyle q_{+}}           | Förklaring       |
| 0                        | {\displaystyle q}               | Ingen förändring |
| 1                        | {\displaystyle {\overline {q}}} | Växla läge       |